# Salernitana Sport 2002-2003
Questa pagina raccoglie i dati relativi alla Salernitana Sport nelle competizioni ufficiali della stagione 2002-2003.

## Stagione
La stagione 2002-2003 è una delle più brutte di sempre disputate dalla squadra campana: la compagine granata terminerà infatti il campionato all'ultimo posto e di conseguenza retrocederà in Serie C1. Successivamente, in seguito a una vicenda sportivo-giudiziaria che si protrarrà per tutta l'estate del 2003 (il Caso Catania), la Salernitana verrà ripescata e prenderà regolarmente parte alla serie cadetta della stagione successiva.
Sarà un'annata sportiva che vedrà inizialmente i granata guidati per il secondo campionato consecutivo da Zdeněk Zeman, ma al termine di un girone di andata conclusosi in maniera mortificante, la guida della squadra passerà al già ex tecnico granata Franco Varrella; tale cambio, tuttavia , non sortirà alcun effetto sperato, né consentirà di scalare la classifica e la Salernitana concluderà il campionato battendo tutti i record negativi: maggior numero di sconfitte (23), minor numero di vittorie (4), peggiore attacco (28 gol fatti), peggior difesa (63 gol subiti), peggior differenza reti (-35).
La colpa di questo disastroso campionato, secondo il tecnico boemo Zeman, è da ricercare e attribuire principalmente all' operato della dirigenza della squadra: lo stesso Zeman, all'alba dell'inizio della stagione, prima di riconfermare la propria adesione al progetto del presidente Aliberti, aveva tentennato non poco. Nella speranza che le divergenze circa i giocatori d'acquistare, lo staff tecnico e i programmi di allenamento da seguire si risolvessero, il tecnico si era poi deciso a firmare il contratto solo nell'immediata vigilia dell'esordio in Coppa Italia, sperando che tutti i problemi potessero essere risolti e le promesse fatte mantenute. Tuttavia nulla degli accordi presi verrà rispettato, il tecnico boemo si ritroverà a gestire una squadra davvero poco competitiva e al termine del girone di andata (nella pausa natalizia) Zeman verrà esonerato.

## Divise e sponsor
Lo sponsor tecnico per la stagione 2002-2003 è Garman, mentre lo sponsor ufficiale è Zip Jeans & Casual.
| Casa | Trasferta | Terza divisa |

## Organigramma societario
Fonte
Area direttiva
- Presidente: Aniello Aliberti
- Amministratore Delegato: Nanni Condò
- Direttore Generale: Luigi coppola (fino al 21/11/2002)
- Segretario: Diodato Abagnara

Area organizzativa
- Team manager: Franco del Mese

Area comunicazione
- Addetto Stampa: Massimo Iorio

Area tecnica
- Direttore Sportivo: Giuseppe Cannella, dal 30/04/2003 Carmine Longo
- Allenatore: Zdeněk Zeman, dal 27/12/2002 Franco Varrella
- allenatore in seconda: Giacomo Modica, dal 27/12/2002 Pasquale Viscido
- Preparatore Portieri: Vincenzo Cangerosi, dal 2/01/2003 Salvatore Scognamiglio
- Preparatore Atletico: Roberto Ferola (fino all'11/12/2002)

Area sanitaria
- Medico Sociale: Renato Acanfora, dal 27/12/2002 Andrea D'Alessandro
- Massaggiatore: Donato Venutolo, dal 27/12/2002 Agostino Santaniello
- Magazziniere: Alfonso De Santo

## Rosa
| N. |                           | Ruolo | Calciatore            |
| -- | ------------------------- | ----- | --------------------- |
| 1  | Italia (bandiera)         | P     | Domenico Botticella   |
| 2  | Italia (bandiera)         | D     | Alessandro Del Grosso |
| 2  | Russia (bandiera)         | P     | Ruslan Nigmatullin    |
| 3  | Italia (bandiera)         | D     | Carlo Cherubini       |
| 3  | Italia (bandiera)         | D     | Luigi Cuomo           |
| 4  | Italia (bandiera)         | D     | Alessandro Zoppetti   |
| 5  | Italia (bandiera)         | D     | Roberto Cardinale     |
| 5  | Italia (bandiera)         | D     | Guglielmo Stendardo   |
| 6  | Italia (bandiera)         | D     | Luca Fusco (Capitano) |
| 7  | Italia (bandiera)         | A     | Stefano Gioacchini    |
| 8  | Italia (bandiera)         | C     | Antonio Maschio       |
| 9  | Brasile (bandiera)        | A     | Rafael Bondi          |
| 10 | Italia (bandiera)         | A     | Fabio Vignaroli       |
| 10 | Italia (bandiera)         | A     | Alessandro Sturba     |
| 11 | Brasile (bandiera)        | C     | Teco                  |
| 12 | Italia (bandiera)         | P     | Rosario Niosi         |
| 13 | Brasile (bandiera)        | A     | Babú                  |
| 14 | Italia (bandiera)         | D     | Luca Pierotti         |
| 15 | Italia (bandiera)         | C     | Giovanni Di Somma     |
| 15 | Italia (bandiera)         | A     | Gaetano Poziello      |
| 16 | Italia (bandiera)         | P     | Vincenzo Marruocco    |
| 17 | Costa d'Avorio (bandiera) | D     | Marco André Zoro      |
| 18 | Italia (bandiera)         | C     | Andrea Cammarota      |

| N. |                       | Ruolo | Calciatore            |
| -- | --------------------- | ----- | --------------------- |
| 19 | Italia (bandiera)     | C     | Giacomo Tedesco       |
| 19 | Italia (bandiera)     | C     | Cristian Molinaro     |
| 20 | Italia (bandiera)     | D     | Gennaro Sardo         |
| 21 | Rep. Ceca (bandiera)  | C     | Václav Koloušek       |
| 22 | Italia (bandiera)     | C     | Agostino Garofalo     |
| 23 | Italia (bandiera)     | D     | Luca Patarini         |
| 24 | Jugoslavia (bandiera) | D     | Miloš Dobrijević      |
| 25 | Italia (bandiera)     | A     | Giorgio Di Vicino     |
| 25 | Italia (bandiera)     | A     | Fabio Mazzeo          |
| 26 | Argentina (bandiera)  | A     | Raúl Alberto González |
| 27 | Italia (bandiera)     | C     | Alfonso Camorani      |
| 27 | Italia (bandiera)     | A     | Umberto Improta       |
| 28 | Italia (bandiera)     | C     | Gianmarco Rodio       |
| 29 | Italia (bandiera)     | A     | Eddy Baggio           |
| 30 | Italia (bandiera)     | C     | Rodolfo Giorgetti     |
| 32 | Italia (bandiera)     | C     | Matteo Superbi        |
| 33 | Italia (bandiera)     | D     | Angelo Siniscalchi    |
| 56 | Italia (bandiera)     | D     | Samuele Olivi         |
| 80 | Italia (bandiera)     | C     | Luigi Consonni        |
| 83 | Italia (bandiera)     | A     | Antonio Arcadio       |
| 90 | Italia (bandiera)     | A     | Pasquale Luiso        |
|    | Italia (bandiera)     | C     | David D'Antoni        |

## Calciomercato

### Sessione estiva
| Acquisti | Acquisti              | Acquisti        | Acquisti |
| R.       | Nome                  | da              | Modalità |
| -------- | --------------------- | --------------- | -------- |
| P        | Vincenzo Marruocco    | Messina         |          |
| P        | Rosario Niosi         |                 |          |
| P        | Gennaro Sardo         | Terzigno        |          |
| D        | Luca Patarini         | Todi            |          |
| D        | Luca Pierotti         | Nocerina        |          |
| D        | Miloš Dobrijević      | Zemun           |          |
| C        | Antonio Maschio       | Fermana         |          |
| A        | Eddy Baggio           | Catania         |          |
| A        | Rafael Bondi          | Juan Aurich     |          |
| A        | Raúl Alberto González | Brescia         | prestito |
| A        | Gaetano Poziello      | Real Marcianise |          |
| A        | Teco                  |                 |          |

| Cessioni | Cessioni                | Cessioni | Cessioni      |
| R.       | Nome                    | a        | Modalità      |
| -------- | ----------------------- | -------- | ------------- |
| P        | Salvatore Soviero       | Venezia  |               |
| P        | Raffaele Coscia         |          |               |
| D        | Marco Capezzuto         |          |               |
| D        | Giuseppe Pisani         |          |               |
| D        | Juri Tamburini          | Vicenza  | fine prestito |
| C        | Nicola Campedelli       | Modena   |               |
| C        | Daniele Bellotto        | Treviso  |               |
| C        | Andrea Luciani          |          |               |
| C        | Adolfo Daniele Speranza | Ascoli   |               |
| C        | Guido Di Deo            | Fermana  |               |
| A        | Leandro Lázzaro         | Nocerina |               |

### Sessione invernale
| Acquisti | Acquisti            | Acquisti       | Acquisti |
| R.       | Nome                | da             | Modalità |
| -------- | ------------------- | -------------- | -------- |
| P        | Ruslan Nigmatullin  | CSKA Mosca     | prestito |
| D        | Luigi Cuomo         | Fermana        |          |
| D        | Samuele Olivi       | Ascoli         |          |
| D        | Guglielmo Stendardo | Sampdoria      | prestito |
| D        | Alessandro Zoppetti | Lecce          |          |
| C        | Luigi Consonni      | Cosenza        | prestito |
| C        | Giovanni Di Somma   | SPAL           |          |
| C        | Rodolfo Giorgetti   | Lecce          |          |
| C        | Matteo Superbi      | Lecce          |          |
| C        | Václav Koloušek     | Slovan Liberec | prestito |
| A        | Pasquale Luiso      | Ancona         | prestito |
| A        | Alessandro Sturba   | Venezia        |          |

| Cessioni | Cessioni              | Cessioni  | Cessioni      |
| R.       | Nome                  | a         | Modalità      |
| -------- | --------------------- | --------- | ------------- |
| D        | Roberto Cardinale     | Reggina   | prestito      |
| D        | Carlo Cherubini       |           |               |
| D        | Alessandro Del Grosso | Catania   |               |
| D        | Marco André Zoro      | Messina   |               |
| C        | Alfonso Camorani      | Lecce     |               |
| C        | Giorgio Di Vicino     | Lecce     | prestito      |
| C        | Giacomo Tedesco       | Cosenza   |               |
| C        | David D'Antoni        | Cesena    |               |
| A        | Raúl Alberto González | Brescia   | fine prestito |
| A        | Gaetano Poziello      | Gladiator |               |
| A        | Fabio Vignaroli       | Modena    |               |

## Risultati

### Serie B

#### Girone di andata
| Arbitro: | Brighi (Cesena) |

|            |           |                          |
| Baggio 36’ | Marcatori | 16’ Bruno 73’ Montesanto |

| Arbitro: | Racalbuto (Gallarate) |

|                   |           |  |
| Iannuzzi 33’, 82’ | Marcatori |  |

| Arbitro: | Cassarà (Palermo) |

|  |           |                                |
|  | Marcatori | 36’ Giampà 73’, 81’ Borgobello |

| Arbitro: | Pieri (Lucca) |

|                              |           |            |
| Chevantón 68’ Giacomazzi 69’ | Marcatori | 60’ Baggio |

| Arbitro: | Messina (Bergamo) |

|                              |           |                     |
| Vignaroli 80’ Dobrijević 88’ | Marcatori | 90+6’ (rig.) Protti |

| Arbitro: | Tombolini (Ancona) |

|                                   |           |  |
| Niculescu 13’, 45’ Carparelli 75’ | Marcatori |  |

| Arbitro: | Cruciani (Pesaro) |

|                             |           |               |
| Babú 69’ Vignaroli 80’, 86’ | Marcatori | 65’ Di Napoli |

| Arbitro: | Pellegrino (Barcellona Pozzo di Gotto) |

|                          |           |            |
| Bucchi 10’ Cicconi 90+3’ | Marcatori | 64’ Baggio |

| Arbitro: | Farina (Novi Ligure) |

|  |           |                |
|  | Marcatori | 48’, 62’ Luiso |

| Arbitro: | Cruciani (Pesaro) |

|               |           |  |
| Maldonado 90’ | Marcatori |  |

| Arbitro: | Saccani (Mantova) |

|  |           |            |
|  | Marcatori | 14’ Flachi |

| Arbitro: | Trefoloni (Siena) |

|              |           |              |
| Palmieri 49’ | Marcatori | 5’ Vignaroli |

| Arbitro: | Rosetti (Torino) |

|                            |           |  |
| Baggio 18’ (rig.) Zoro 28’ | Marcatori |  |

| Arbitro: | Pieri (Lucca) |

|                        |           |  |
| Esposito 51’ Melis 76’ | Marcatori |  |

| Arbitro: | Pieri (Lucca) |

|                    |           |                                       |
| Comazzi 23’ (aut.) | Marcatori | 43’ Italiano 46’ Cossato 49’ Cassetti |

| Arbitro: | Cassarà (Palermo) |

|                               |           |                                 |
| Baggio 28’ (rig.) Arcadio 82’ | Marcatori | 22’ Muntasser 63’ (rig.) Parisi |

| Cosenza 22 dicembre 2002 17ª giornata | Cosenza           | 0 – 0 referto | Salernitana | Stadio San Vito (3.300 spett.)\| Arbitro: \| Bergonzi (Genova) \| |
| Arbitro:                              | Bergonzi (Genova) |               |             |                                                                   |

| Arbitro: | Cannella (Palermo) |

|  |           |               |
|  | Marcatori | 59’ Margiotta |

| Arbitro: | Brighi (Cesena) |

|                                    |           |  |
| Tiribocchi 1’, 46’ Ghirardello 33’ | Marcatori |  |

#### Girone di ritorno
| Arbitro: | Palmieri (Cosenza) |

|                                             |           |  |
| Brienza 14’ Tangorra 46’ Fontana 67’ (rig.) | Marcatori |  |

| Salerno 2 febbraio 2003 21ª giornata | Salernitana   | 0 – 0 referto | Messina | Stadio Arechi (9.424 spett.)\| Arbitro: \| Pieri (Lucca) \| |
| Arbitro:                             | Pieri (Lucca) |               |         |                                                             |

| Arbitro: | Cruciani (Pesaro) |

|                                               |           |  |
| Brevi 5’ Borgobello 27’ Guzmán 58’ Kharja 90’ | Marcatori |  |

| Arbitro: | Rizzoli (Bologna) |

|                          |           |               |
| Cammarota 49’ Baggio 81’ | Marcatori | 79’ Chevantón |

| Livorno 2 marzo 2003 24ª giornata | Livorno            | 0 – 0 referto | Salernitana | Stadio Armando Picchi (8.345 spett.)\| Arbitro: \| Cannella (Palermo) \| |
| Arbitro:                          | Cannella (Palermo) |               |             |                                                                          |

| Arbitro: | Morganti (Ascoli Piceno) |

|                        |           |                               |
| Zoppetti 50’ Luiso 78’ | Marcatori | 21’ Mihalcea 40’ De Francesco |

| Arbitro: | Brighi (Cesena) |

|                   |           |               |
| Maniero 2’ (rig.) | Marcatori | 53’ Stendardo |

| Salerno 23 marzo 2003 27ª giornata | Salernitana           | 0 – 0 referto | Catania | Stadio Arechi (13.332 spett.)\| Arbitro: \| Racalbuto (Gallarate) \| |
| Arbitro:                           | Racalbuto (Gallarate) |               |         |                                                                      |

| Arbitro: | Brighi (Cesena) |

|                             |           |           |
| Ganz 35’, 47’ Schenardi 38’ | Marcatori | 72’ Luiso |

| Arbitro: | Rodomonti (Teramo) |

|           |           |                    |
| Fusco 52’ | Marcatori | 90+4’ (rig.) Poggi |

| Arbitro: | Palanca (Roma) |

|          |           |  |
| Volpi 9’ | Marcatori |  |

| Arbitro: | Rodomonti (Teramo) |

|               |           |                         |
| Stendardo 14’ | Marcatori | 20’ Córdova 57’ De Rosa |

| Arbitro: | Bertini (Arezzo) |

|                          |           |          |
| Stellone 10’ Dionigi 77’ | Marcatori | 38’ Babú |

| Arbitro: | Bergonzi (Genova) |

|               |           |                        |
| Stendardo 54’ | Marcatori | 35’ Esposito 83’ López |

| Arbitro: | Cruciani (Pesaro) |

|                           |           |  |
| Adaílton 30’ Italiano 51’ | Marcatori |  |

| Arbitro: | Castellani (Verona) |

|               |           |  |
| Fava 27’, 31’ | Marcatori |  |

| Arbitro: | Preschern (Mestre) |

|                    |           |                         |
| Maschio 38’ (rig.) | Marcatori | 11’ Lentini 14’ Guidoni |

| Arbitro: | Dattilo (Locri) |

|                    |           |                           |
| Margiotta 83’, 89’ | Marcatori | 47’ Stendardo 55’ Improta |

| Arbitro: | Dondarini (Finale Emilia) |

|             |           |            |
| Superbi 80’ | Marcatori | 66’ Rubino |

### Coppa Italia

#### Primo Turno
| Salerno 18 agosto 2002, ore 20:30 CEST 1ª giornata                                          | Salernitana | 2 – 2 referto           | Ternana | Stadio Arechi |
| \| \| \| \| \| Pierotti 11’ Vignaroli 32’ (rig.) \| Marcatori \| 3’ Borgobello 84’ Brevi \| |             |                         |         |               |
|                                                                                             |             |                         |         |               |
| Pierotti 11’ Vignaroli 32’ (rig.)                                                           | Marcatori   | 3’ Borgobello 84’ Brevi |         |               |

| Napoli 25 agosto 2002, ore 20:45 CEST 2ª giornata               | Napoli    | 1 – 1 referto | Salernitana | Stadio San Paolo |
| \| \| \| \| \| Sesa 57’ (rig.) \| Marcatori \| 77’ Vignaroli \| |           |               |             |                  |
|                                                                 |           |               |             |                  |
| Sesa 57’ (rig.)                                                 | Marcatori | 77’ Vignaroli |             |                  |

| Lanciano 11 settembre 2002, ore 20:45 CEST 3ª giornata                 | Virtus Lanciano | 2 – 1 referto | Salernitana | Stadio Guido Biondi |
| \| \| \| \| \| Ferreira Pinto 2’, 10’ \| Marcatori \| 55’ Vignaroli \| |                 |               |             |                     |
|                                                                        |                 |               |             |                     |
| Ferreira Pinto 2’, 10’                                                 | Marcatori       | 55’ Vignaroli |             |                     |

## Statistiche
Statistiche aggiornate al 7 giugno 2003

### Statistiche di squadra
| Competizione | Punti | In casa | In casa | In casa | In casa | In casa | In casa | In trasferta | In trasferta | In trasferta | In trasferta | In trasferta | In trasferta | Totale | Totale | Totale | Totale | Totale | Totale | DR  |
| Competizione | Punti | G       | V       | N       | P       | Gf      | Gs      | G            | V            | N            | P            | Gf           | Gs           | G      | V      | N      | P      | Gf     | Gs     | DR  |
| ------------ | ----- | ------- | ------- | ------- | ------- | ------- | ------- | ------------ | ------------ | ------------ | ------------ | ------------ | ------------ | ------ | ------ | ------ | ------ | ------ | ------ | --- |
| Serie B      | 23    | 19      | 4       | 6       | 9       | 20      | 27      | 19           | 0            | 5            | 14           | 8            | 36           | 38     | 4      | 11     | 23     | 28     | 63     | -35 |
| Coppa Italia | -     | 1       | 0       | 1       | 0       | 2       | 2       | 2            | 0            | 1            | 1            | 2            | 3            | 3      | 0      | 2      | 1      | 4      | 5      | -1  |
| Totale       | -     | 20      | 4       | 7       | 9       | 22      | 29      | 21           | 0            | 6            | 15           | 10           | 39           | 41     | 4      | 13     | 24     | 32     | 68     | -36 |

### Andamento in campionato
| Giornata  | 1  | 2  | 3  | 4  | 5  | 6  | 7  | 8  | 9  | 10 | 11 | 12 | 13 | 14 | 15 | 16 | 17 | 18 | 19 | 20 | 21 | 22 | 23 | 24 | 25 | 26 | 27 | 28 | 29 | 30 | 31 | 32 | 33 | 34 | 35 | 36 | 37 | 38 |
| --------- | -- | -- | -- | -- | -- | -- | -- | -- | -- | -- | -- | -- | -- | -- | -- | -- | -- | -- | -- | -- | -- | -- | -- | -- | -- | -- | -- | -- | -- | -- | -- | -- | -- | -- | -- | -- | -- | -- |
| Luogo     | C  | T  | C  | T  | C  | T  | C  | T  | C  | T  | C  | T  | C  | T  | C  | C  | T  | C  | T  | T  | C  | T  | C  | T  | C  | T  | C  | T  | C  | T  | C  | T  | C  | T  | T  | C  | T  | C  |
| Risultato | P  | P  | P  | P  | V  | P  | V  | P  | P  | P  | P  | N  | V  | P  | P  | N  | N  | P  | P  | P  | N  | P  | V  | N  | N  | N  | N  | P  | N  | P  | P  | P  | P  | P  | P  | P  | N  | N  |
| Posizione | 15 | 18 | 20 | 20 | 20 | 20 | 18 | 20 | 20 | 20 | 20 | 20 | 20 | 20 | 20 | 20 | 20 | 20 | 20 | 20 | 20 | 20 | 20 | 20 | 20 | 20 | 20 | 20 | 20 | 20 | 20 | 20 | 20 | 20 | 20 | 20 | 20 | 20 |

Fonte:  Serie B - Classifiche, su calciometro.it (archiviato dall'url originale l'8 agosto 2014).
Legenda:

Luogo: C = Casa; T = Trasferta. Risultato: R = Rinviata; V = Vittoria; N = Pareggio; P = Sconfitta.

### Statistiche dei giocatori
Sono in corsivo i calciatori che hanno lasciato la società a stagione in corso.
| Giocatore      | Serie B  | Serie B | Serie B     | Serie B    | Coppa Italia | Coppa Italia | Coppa Italia | Coppa Italia | Totale   | Totale | Totale      | Totale     |
| Giocatore      | Presenze | Reti    | Ammonizioni | Espulsioni | Presenze     | Reti         | Ammonizioni  | Espulsioni   | Presenze | Reti   | Ammonizioni | Espulsioni |
| -------------- | -------- | ------- | ----------- | ---------- | ------------ | ------------ | ------------ | ------------ | -------- | ------ | ----------- | ---------- |
| A. Arcadio     | 10       | 1       | 0           | 0          | ?            | 0            | ?            | ?            | 10+      | 1      | 0+          | 0+         |
| Babú           | 21       | 2       | ?           | ?          | ?            | 0            | ?            | ?            | 21+      | 2      | ?           | ?          |
| E. Baggio      | 27       | 6       | 3           | 0          | ?            | 0            | ?            | ?            | 27+      | 6      | 3+          | 0+         |
| R. Bondi       | 7        | 0       | 2           | 0          | ?            | 0            | ?            | ?            | 7+       | 0      | 2+          | 0+         |
| D. Botticella  | 10       | -24     | 2           | 0          | ?            | -?           | ?            | ?            | 10+      | -24+   | 2+          | 0+         |
| A. Cammarota   | 15       | 1       | 1           | 0          | ?            | 0            | ?            | ?            | 15+      | 1      | 1+          | 0+         |
| A. Camorani    | 17       | 0       | 9           | 1          | ?            | 0            | ?            | ?            | 17+      | 0      | 9+          | 1+         |
| R. Cardinale   | 13       | 0       | 3           | 0          | ?            | 0            | ?            | ?            | 13+      | 0      | 3+          | 0+         |
| C. Cherubini   | 12       | 0       | 4           | 0          | ?            | 0            | ?            | ?            | 12+      | 0      | 4+          | 0+         |
| L. Consonni    | 9        | 0       | 2           | 0          | ?            | 0            | ?            | ?            | 9+       | 0      | 2+          | 0+         |
| L. Cuomo       | 1        | 0       | ?           | ?          | ?            | 0            | ?            | ?            | 1+       | 0      | ?           | ?          |
| D. D'Antoni    | 7        | 0       | 1           | 0          | ?            | 0            | ?            | ?            | 7+       | 0      | 1+          | 0+         |
| A. Del Grosso  | 0        | 0       | 0           | 0          | ?            | 0            | ?            | ?            | 0+       | 0      | 0+          | 0+         |
| G. Di Somma    | 3        | 0       | ?           | ?          | ?            | 0            | ?            | ?            | 3+       | 0      | ?           | ?          |
| G. Di Vicino   | 0        | 0       | 0           | 0          | ?            | 0            | ?            | ?            | 0+       | 0      | 0+          | 0+         |
| M. Dobrijević  | 3        | 1       | 1           | 0          | ?            | 0            | ?            | ?            | 3+       | 1      | 1+          | 0+         |
| L. Fusco       | 30       | 1       | 7           | 1          | ?            | 0            | ?            | ?            | 30+      | 1      | 7+          | 1+         |
| A. Garofalo    | 5        | 0       | 2           | 0          | ?            | 0            | ?            | ?            | 5+       | 0      | 2+          | 0+         |
| S. Gioacchini  | 21       | 0       | 3           | 0          | ?            | 0            | ?            | ?            | 21+      | 0      | 3+          | 0+         |
| R. Giorgietti  | 13       | 0       | 2           | 0          | ?            | 0            | ?            | ?            | 13+      | 0      | 2+          | 0+         |
| R. González    | 10       | 0       | ?           | ?          | ?            | 0            | ?            | ?            | 10+      | 0      | ?           | ?          |
| U. Improta     | 3        | 1       | ?           | ??         | ?            | 0            | ?            | ?            | 3+       | 1      | ?           | 0+         |
| V. Koloušek    | 6        | 0       | ?           | ?          | ?            | 0            | ?            | ?            | 6+       | 0      | ?           | ?          |
| P. Luiso       | 10       | 2       | 1           | 0          | ?            | 0            | ?            | ?            | 10+      | 2      | 1+          | 0+         |
| V. Marruocco   | 13       | -20     | 1           | 0          | ?            | -?           | ?            | ?            | 13+      | -20+   | 1+          | 0+         |
| A. Maschio     | 31       | 1       | 5           | 1          | ?            | 0            | ?            | ?            | 31+      | 1      | 5+          | 1+         |
| F. Mazzeo      | 7        | 0       | 1           | 0          | ?            | 0            | ?            | ?            | 7+       | 0      | 1+          | 0+         |
| C. Molinaro    | 5        | 0       | 1           | 0          | ?            | 0            | ?            | ?            | 5+       | 0      | 1+          | 0+         |
| R. Nigmatullin | 14       | -14     | ?           | ?          | ?            | -?           | ?            | ?            | 14+      | -14+   | ?           | ?          |
| R. Niosi       | 1        | -1      | 0           | 0          | ?            | -?           | ?            | ?            | 1+       | -1+    | 0+          | 0+         |
| S. Olivi       | 11       | 0       | 4           | 0          | ?            | 0            | ?            | ?            | 11+      | 0      | 4+          | 0+         |
| L. Pierotti    | 27       | 0       | ?           | ?          | ?            | 1            | 0            | 0            | 27+      | 1      | 0+          | 0+         |
| G. Poziello    | 8        | 0       | ?           | ?          | ?            | 0            | ?            | ?            | 8+       | 0      | ?           | ?          |
| L. Patarini    | 0        | 0       | 0           | 0          | ?            | 0            | ?            | ?            | 0+       | 0      | 0+          | 0+         |
| G. Rodio       | 1        | 0       | ?           | ?          | ?            | 0            | ?            | ?            | 1+       | 0      | ?           | ?          |
| G. Sardo       | 17       | 0       | 4           | 0          | ?            | 0            | ?            | ?            | 17+      | 0      | 4+          | 0+         |
| A. Siniscalchi | 1        | 0       | 0           | 0          | ?            | 0            | ?            | ?            | 1+       | 0      | 0+          | 0+         |
| G. Stendardo   | 17       | 4       | 6           | 0          | ?            | 0            | ?            | ?            | 17+      | 4      | 6+          | 0+         |
| A. Sturba      | 12       | 0       | 0           | 0          | ?            | 0            | ?            | ?            | 12+      | 0      | 0+          | 0+         |
| M. Superbi     | 17       | 1       | 3           | 1          | ?            | 0            | ?            | ?            | 17+      | 1      | 3+          | 1+         |
| G. Tedesco     | 15       | 0       | 4           | 0          | ?            | 0            | ?            | ?            | 15+      | 0      | 4+          | 0+         |
| Teco           | 17       | 0       | ?           | ?          | ?            | 0            | ?            | ?            | 17+      | 0      | ?           | ?          |
| F. Vignaroli   | 18       | 4       | 1           | 0          | 3            | 3            | ?            | ?            | 21       | 7      | 1+          | 0+         |
| A. Zoppetti    | 17       | 1       | 3           | 0          | ?            | 0            | ?            | ?            | 17+      | 1      | 3+          | 0+         |
| M. Zoro        | 14       | 1       | ?           | ?          | ?            | 0            | ?            | ?            | 14+      | 1      | ?           | ?          |

## Giovanili

### Organigramma
Fonte
- Responsabile Settore Giovanile: Enrico Coscia
- Segretario Settore Giovanile: Vincenzo D'Ambrosio
- Allenatore Primavera: Raffaele Novelli

### Piazzamenti
- Primavera:
  - Campionato: 5º posto
  - Coppa Italia: ?
  - Torneo di Viareggio: 2º nel girone 7